# Handroanthus lapacho
Handroanthus lapacho (Syn.: Tabebuia lapacho und Tecoma lapacho), ist eine Baumart aus der Gattung Handroanthus innerhalb der Familie der Trompetenbaumgewächse (Bignoniaceae), die im nordöstlichen Argentinien und Bolivien vorkommt.

## Beschreibung
Handroanthus lapacho ist ein meist laubabwerfender Baum der bis über 20 Meter hoch wird.
Die gestielten Laubblätter sind handförmig gefiedert. Die bis zu 7 gestielten und gesägten, fein behaarten und schuppigen, spitzen bis zugespitzten Blättchen sind bis 15 Zentimeter lang. Der Blattstiel und die Blättchenstiele sind fein behaart.
Es werden vielblütige und behaarte Thyrsen gebildet. Die großen, gelben Blüten sind zwittrig mit doppelter Blütenhülle.
Es werden lange und lineale, vielsamige Kapselfrüchte gebildet. Die flachen Samen sind beidseits geflügelt.

## Taxonomie
Das Basionym wurde 1894 von Karl Moritz Schumann als Tecoma lapacho in Engler & Prantl: Die Natürlichen Pflanzenfamilien Band 4, Abteilung 3b, Lieferung 109 Seite 238 als Tecoma lapacho erstbeschrieben. Die Art wurde 2007 von Susan Oviatt Grose in Systematic Botany; Quarterly Journal of the American Society of Plant Taxonomists Band 32 Teil 3 Seite 665 als Handroanthus lapacho (K.Schum.) S.O.Grose in die Gattung Handroanthus gestellt.
Ein Synonym ist Tabebuia lapacho (K.Schum.) Sandwith.

## Gafährdung
Wegen der Holznutzung und allgemeinen Abholzung ist die Art „potenziell gefährdet“ (Near Threatened) und wird auf der Roten Liste gefährdeter Arten der IUCN gelistet.